# Zusje (strip)
Zusje is een strip van de Nederlandse striptekenaar Gerrit de Jager. De strip is in zwart-wit en bestaat uit 3 panelen. Een vaak terugkerend onderwerp is de actuele politiek. Hoofdpersoon is Zusje, een wereldwijze peuter. In de strip praat Zusje met de kat, de baby (uit het zicht in een kinderwagen) en haar ouders: moeder Mik en vader Huib. Soms treedt ze (met afwijkende haardracht) op als "premier Zusje". 
De strip wordt uitgegeven door Uitgeverij M. Dagelijks verscheen een aflevering in het dagblad Trouw.

## Albums
1. Zusje - deel 1 (2001)
2. Hoochbegaaft (2003)
3. Kusje van Zusje (2004)
4. Zusje denkt groot (2004)

### Speciale albums
- De grote Zusje omnizus (2003)
- Kat in 't bakkie (2006)

### Tekenboeken
- Striptekenen met Zusje
- Teken je eigen stripavontuur met Zusje (2010)